# 哈普施泰特
哈普施泰特是德国下萨克森州的一个市镇。总面积23.46平方公里，总人口4447人，其中男性2181人，女性2266人（2011年12月31日），人口密度190人/平方公里。